# Stefano d'Armenia
Stefano d'Armenia (... – 7 febbraio 1165) fu Maresciallo dell‘Armenia Minor.

## Biografia

### Famiglia
Era Figlio del principe rupenide Leone I e di Beatrice di Rethel.
Ebbe almeno tre figli dalla moglie Rita di Barbaron: Ruben III, Leone II e Doleta, che sposò Bertrando Embriaco.

### Maresciallo d'Armenia
Suo padre lo nominò Maresciallo nel 1138; a causa dell'invasione di Giovanni II Comneno; Stefano, per sfuggire alla cattura, si nascose ad Edessa.
Esercitò il potere dal 1138, quando suo padre e due suoi fratelli furono catturati dai Bizantini, fino al 1145 quando suo fratello minore Teodoro II riuscì a fuggire da Costantinopoli e tornò in Cilicia.
Nel 1157 egli razziò il territorio selgiuchide attorno a Kokison e tentò senza successo di prendere Maraş, contro la volontà del suo fratellastro Thoros, che, per mantenere la pace con il Sultanato di Iconio restituì Kokison  Qilij Arslan II.
Il 7 febbraio 1165 Andronico Euforbeno, il governatore bizantino di Tarso, invitò Stefano ad un banchetto e lo uccise per vendicarsi di precedenti razzie in territorio bizantino.
Il suo fratellastro Teodoro ed il suo fratello Mleh risposero con un generale massacro dei greci nei loro domini, ed una nuova guerra con i bizantini fu evitata solo dagli sforzi diplomatici di Amalrico I di Gerusalemme.

## Ascendenza
|                    |   |   | Genitori |  |  | Nonni                  |  |  | Bisnonni          |  |
|                    |   |   |          |  |  | Costantino I d'Armenia |  |  | Ruben I d'Armenia |  |
|                    |   |   |          |  |  | Costantino I d'Armenia |  |  | Ruben I d'Armenia |  |
|                    |   | … |          |  |  | Costantino I d'Armenia |  |  |                   |  |
| Leone I d'Armenia  |   |   |          |  |  | Costantino I d'Armenia |  |  |                   |  |
|                    |   | … | …        |  |  |                        |  |  |                   |  |
|                    |   | … | …        |  |  |                        |  |  |                   |  |
|                    |   | … | …        |  |  |                        |  |  |                   |  |
| Stefano d'Armenia  |   | … |          |  |  |                        |  |  |                   |  |
|                    | … | … |          |  |  |                        |  |  |                   |  |
|                    | … | … |          |  |  |                        |  |  |                   |  |
|                    | … | … |          |  |  |                        |  |  |                   |  |
| Beatrice di Rethel | … |   |          |  |  |                        |  |  |                   |  |
|                    |   | … | …        |  |  |                        |  |  |                   |  |
|                    |   | … | …        |  |  |                        |  |  |                   |  |
|                    |   | … | …        |  |  |                        |  |  |                   |  |
|                    |   | … |          |  |  |                        |  |  |                   |  |